# Starchaser: The Legend of Orin
Starchaser: The Legend of Orin är en animerad science fictionfilm från 1985, regisserad av Steven Hahn och med manus av Jeffrey Scott. Den släpptes ursprungligen i 3D av Atlantic Releasing. Starchaser: The Legend of Orin var en av de första animerade filmerna som blandade traditionell animation och datoranimation, och även en av de första som släpptes i 3D.  

## Handling
I denna animerade film är Orin (Joe Colligan) en slav som arbetar i de underjordiska gruvorna nära en planets smältande kärna, övervakad av robotar. När han hittar ett kraftfullt svärd inbäddat i malmen tar han sig upp till ytan, där han träffar den cyniske piloten Dagg och prinsessan Aviana. De tre reser genom galaxen tillsammans med sina trogna androidkompanjoner och kämpar mot den despotiske Zygons hantlangare, som försöker förslava hela mänskligheten.